# 요한의 편지
요한의 편지, 요한의 서신, 요한 서신, 요한 서간은 신약성경의 세 가지 공동서신인 요한의 첫째 편지, 요한의 둘째 편지, 요한의 세째 편지이다. 내용과 문체가 요한복음과 유사하다. 특히 요한일서에서 예수는 신성한 그리스도와 동일시되며, 신약성경의 다른 어떤 본문보다 인간에 대한 하나님의 사랑이 강조된다.
이 편지들은 스스로 저자를 명확히 밝히지 않지만, 이레네오가 일서와 이서를 언급한 2세기 후반부터 그 편지들은 세베대의 아들인 사도 요한과 연결되어 있었다. 요한은 복음서에 따르면 열두 제자 중 한 사람이자 예수가 가장 사랑하는 제자이기도 했다. 삼서는 3세기 중반부터 언급되며, 요한의 두 번째 서신과의 유사성으로 인해(예: 두 서신 모두 장로라고 불리는 사람이 기록함) 나머지 두 서신과 함께 포함되어 '요한 서신'으로 분류되기 시작했다. 367년 아타나시우스의 부활절 서신은 세 서신을 공동서신으로 간주하는 최초의 기록이다. 공동서신은 요한서신 외에도 야고보서, 베드로 전서, 베드로 후서, 유다서를 포함한다. 첫째 서신은 전형적인 서신서의 서두와 결말이 없어, 서신이라기보다는 요한 공동체를 향한 권고문이나 설교에 가깝다. 둘째 서신과 셋째 서신은 전형적인 서신의 형식을 가지고 있으며, 특히 "장로"라는 인물이 저자로 등장한다.
저자는 보통 요한 공동체에 속한 인물로 간주되며, 요한복음의 편집자들 중 한 명이거나 알려지지 않은 "장로 요한"이라는 설이 제기된다. 이 "장로 요한"은 히에라폴리스의 파피아스가 이름을 붙인 것이다.

## 같이 보기
- 요한의 콤마
- 요한 문학